# Gottes mächtige Dienerin
Gottes mächtige Dienerin ist ein zweiteiliger deutscher Fernsehfilm aus dem Jahr 2011. Er hat Pascalina Lehnert, die Haushälterin des Papstes Pius XII., zum Thema und beruht auf der gleichnamigen Biographie von Martha Schad.

## Handlung

### Erster Teil
Das junge Bauernmädchen Josefine 'Fini' Lehnert erträgt das bildungsfeindliche Regiment ihres Vaters nicht mehr und tritt ins Kloster der Lehrschwestern vom heiligen Kreuz ein. Nach Jahren der Prüfung in der klösterlichen Lebensweise wird sie Ordensschwester Pascalina.
Als Eugenio Pacelli als Apostolischer Nuntius nach München versetzt wird, um das „Bayerische Konkordat“ zu verhandeln, wird Pascalina beauftragt, seinen Haushalt zu führen; bald wird sie auch seine Privatsekretärin. Voller Tatkraft tritt sie die Stelle an und verbessert die Haushaltung der Nuntiatur. Während der Revolutionswirren in München bekommt sie Besuch von ihrer Schwester Theresa, die ihr mitteilt, dass ihr Vater im Sterben liegt. Pacelli drängt die widerwillige Pascalina, zu ihrem Vater zu fahren und sich mit ihm zu versöhnen. Doch als sie ankommt, ist ihr Vater bereits gestorben.
Als es Pascalinas Oberin Tharsilla Thanner nicht gelingt, Pascalina aus Pacellis Haushalt abzuberufen, weist sie ihr zur Unterstützung die Schwestern Bonifatia und Johanna zu. Unter dem Eindruck des Hitlerputsches beschließt Papst Pius XI., Pacelli in Berlin ein Konkordat mit Preußen verhandeln zu lassen; Pascalina übernimmt die Vorbereitungen. Als sie Schwester Bonifatia in diesem Zusammenhang Unfähigkeit vorwirft, setzt diese mit Johanna ein Schreiben an die Oberin auf und beschuldigt Pascalina, mit Pacelli in Unkeuschheit zu leben. Daraufhin wird Pascalina von Oberin Tharsilla abberufen und unter Hausarrest gestellt, um sie zur Beichte zu zwingen.
Als Pacellis Haushalt nunmehr immer chaotischer läuft, bittet er die Generaloberin in der Schweiz, dass Pascalina wieder zu ihm zurückkehrt. Da Pascalina im Hausarrest an Asthma erkrankt ist, wird sie gegen ihren Willen zunächst zu einer halbjährigen Kur nach St. Bartholomä (Königssee) geschickt. Dort kann sie ihre durch den Arrest begründeten Zweifel, welcher Weg denn nun der richtige ist, ausräumen und bittet die Generaloberin, zu Pacelli zurückkehren zu dürfen.
Dieser feiert kurz darauf den erfolgreichen Abschluss des „Preußenkonkordats“ und wird vom Papst zum Kardinalstaatssekretär befördert. Pascalina ist erschüttert, von Pacelli hören zu müssen, dass sie ihn nicht in den Vatikan begleiten darf. Doch als sie Pacelli ein Abschiedsgeschenk der deutschen Bischöfe überreichen soll, schmuggelt sie sich in den Vatikan ein.

### Zweiter Teil
Als Pacelli Schwester Pascalina bittet, seinen Entwurf zu einem Konkordat mit Deutschland durchzusehen, erregen ihre Anmerkungen einerseits den Unmut von Pacellis Sekretär Wilson und andererseits aber das Wohlwollen des Papstes, der zu Pascalinas Freude beschließt, dass sie im Vatikan bleiben darf. Während Pacelli das „Reichskonkordat“ mit Deutschland erfolgreich abschließen kann, knüpft der Vatikan unter seiner Mitwirkung diplomatische Beziehungen zu Amerika, deren Präsident Franklin D. Roosevelt einen Sonderbotschafter an den Heiligen Stuhl schickt.
Wenig später berichtet Pacellis Freund, Kardinal Michael von Faulhaber, diesem von den Judenverfolgungen in NS-Deutschland sowie von Adolf Hitlers Missachtung des „Reichskonkordats“. Pacelli schlägt dem Papst vor, ein Rundschreiben in deutscher Sprache an die deutschen Bischöfe zu richten; es entsteht die Enzyklika „Mit brennender Sorge“. Während Pacelli bestürzt erfahren muss, dass Hitler auf die Verbreitung der Enzyklika mit drastischen Verfolgungen reagiert hat, stirbt Pius XI. Im darauf folgenden Konklave wird Pacelli zum Papst gewählt und nimmt den Papstnamen Pius XII. an.
Die Friedensappelle des neuen Papstes zeigen keine Wirkung; am 1. September 1939 bricht der Zweite Weltkrieg aus. Während der Konflikt zwischen Pascalina und Wilson weiter schwelt, muss Pius XII. die Sorge Großbritanniens um seine Neutralität angesichts seiner deutschen Haushälterin und seines deutschen Chauffeurs beruhigen. Auf Grund der Kritik der britischen Presse an ihrer Person möchte Pascalina nach Deutschland zurückkehren; der Papst lehnt jedoch ab. Stattdessen gibt er ihr die Aufgabe, das Magazzino des Vatikans zu verwalten und den Erlös aus dem Verkauf der Kirchenschätze Kriegsverwundeten zukommen zu lassen; es entsteht die Pontificia Commissione di Assistenza.
Das Stillschweigen des Vatikans gegenüber der stattfindenden Judenverfolgung wird kritisch gesehen, doch nachdem der Erzbischof von Utrecht öffentlich protestiert hatte und am nächsten Tag 4000 niederländische Juden deportiert wurden, befürchtet Pius XII. noch schlimmere Judenverfolgungen, wenn er als Papst öffentlich Kritik übt. Stattdessen organisiert er, als Rom bombardiert wird, ärztliche Hilfe für die Verwundeten.
Unterdessen bekommt der Papst von Major Herrmann von der deutschen Wehrmacht die Warnung zugespielt, dass Hitler Pläne hegt, den Heiligen Vater entführen zu lassen und nach Deutschland zu bringen. Pius XII. weigert sich, den Vatikan zu verlassen, und bereitet für den Fall der Entführung seine Rücktrittserklärung vor. Als die ersten Juden aus Rom deportiert werden, bietet Pius XII. ihnen in den kirchlichen Einrichtungen Kirchenasyl und mobilisiert die Palatingarde.
Kurz vor seinem Tod im Jahr 1958 kämpft Pius XII. noch mit Zweifeln, ob er angesichts der Judenverfolgungen durch NS-Deutschland richtig gehandelt hat. Am 9. Oktober 1958 stirbt der Papst.

## Produktion
Für den Zweiteiler mussten die Filmteams insgesamt 14 Mal umziehen, gedreht wurde an unterschiedlichen Standorten in Deutschland und Italien. Die Sequenz über den Hitler-Putsch wurde am Originalschauplatz am Münchner Odeonsplatz gedreht. Dabei wurden rund 350 Komparsen in historischen Kostümen eingesetzt, der Regen wurde künstlich erzeugt. Filmaufnahmen im Vatikan konnten nicht gemacht werden, daher sah man sich nach Alternativen um, die der Vatikan-Architektur gleichen. Für die Krönungsszene auf dem päpstlichen Balkon musste man deshalb auf einen nachgebauten Balkon zurückgreifen. Die Kostümabteilung fertigte insgesamt 4000 historische Kleidungsstücke für die Darsteller und Komparsen an.

## Auszeichnungen
Remo Girone wurde für seine Rolle als Pius XII. beim „Festival de Télévision de Monte-Carlo“ als „Bester Nebendarsteller“ nominiert. Der Regisseur Marcus O. Rosenmüller bekam eine Nominierung in der Sparte „Bester Mehrteiler“.

## Kritiken
„Ausufernd breit erzählter dramatischer (Fernseh-)Historienfilm, der die Handlung im kirchenhistorischen Kontext verankert und Einblicke in die katholische Kirchenpolitik in der ersten Hälfte des 20. Jahrhunderts gewährt.“

„Schwester Pascalina war die erste Frau, die im Vatikan wohnen durfte. Ein weiter Weg, parallel zu politisch bewegten Zeiten. „Gottes mächtige Dienerin“ ist zu Recht ein Zweiteiler. Der Film erzählt die Geschichte einer Nonne, die die hohe Heiligkeit des Milieus auf einen bodenständigen, alltagsbezogenen Pragmatismus herunter bricht, ohne aus dem Vatikan das Wohnzimmer einer Großfamilie zu machen. Eine bewegende Geschichte, die richtige Hauptdarstellerin, ein guter Film im Rahmen des Degeto-Unterhaltungskonzepts.“